# عشق بز
عشق بز (انگلیسی: Angora Love) یک فیلم کوتاه کمدی با هنرنمایی لورل و هاردی است که در سال ۱۹۲۹ منتشر شد. این فیلم، آخرین «فیلم صامت» این زوج هنری محسوب می‌شود.

## بازیگران
- استن لورل
- اولیور هاردی
- هری برنارد
- چارلی هال
- ادگار کندی